# Scott Frank
Scott Frank (Fort Walton Beach, 10 de março de 1960) é um cineasta e roteirista estadunidense. Foi indicado duas vezes ao Oscar de melhor roteiro adaptado: na edição de 1999 por Out of Sight e na edição de 2018 por escrever Logan. Em 2021, venceu o Emmy do Primetime como produtor e diretor, respectivamente, da minissérie The Queen's Gambit (2020).

## Filmografia
Cinema
| Ano  | Filme                       |
| ---- | --------------------------- |
| 1988 | Plain Clothes               |
| 1991 | Dead Again                  |
| 1991 | Little Man Tate             |
| 1991 | The Walter Ego              |
| 1993 | Malice                      |
| 1995 | Get Shorty                  |
| 1996 | Heaven's Prisoners          |
| 1998 | Out of Sight                |
| 2002 | Minority Report             |
| 2004 | Flight of the Phoenix       |
| 2005 | The Interpreter             |
| 2007 | The Lookout                 |
| 2008 | Marley & Me                 |
| 2013 | The Wolverine               |
| 2014 | A Walk Among the Tombstones |
| 2017 | Logan                       |

Televisão
| Ano  | Série              |
| ---- | ------------------ |
| 1988 | The Wonder Years   |
| 1993 | Fallen Angels      |
| 2004 | Karen Sisco        |
| 2011 | Shameless          |
| 2017 | Godless            |
| 2020 | The Queen's Gambit |